# Ed Edmondson
Edmond Augustus "Ed" Edmondson, född 7 april 1919 i Muskogee, Oklahoma, död 8 december 1990 i Muskogee, Oklahoma, var en amerikansk demokratisk politiker. Han representerade delstaten Oklahomas andra distrikt i USA:s representanthus 1953-1973.
Edmondson studerade vid University of Oklahoma och Georgetown University. Han arbetade som FBI-agent 1940-1943 och deltog sedan i andra världskriget i USA:s flotta. Han gifte sig 5 mars 1944 med June Maureen Pilley. Paret fick fem barn.
Edmondson blev invald i representanthuset i kongressvalet 1952. Han omvaldes nio gånger. Han förlorade senatsvalet 1972 mot republikanen Dewey F. Bartlett. Han utmanade sittande senatorn Henry Bellmon i senatsvalet 1974 men förlorade igen. Han förlorade sedan i demokraternas primärval inför senatsvalet 1978 mot David L. Boren.
Edmondsons grav finns på Memorial Park Cemetery i Muskogee. Han var bror till J. Howard Edmondson.